# Нусейбе, Сари
Сари Нусейбе (араб. سري نسيبة‎, англ. Sari Nusseibeh; род. 12 февраля 1949, Дамаск, Сирия) — палестинский учёный и политик. Доктор исламской философии (Гарвард, 1978), президент Университета Аль-Кудс (с 1995 года). Член Палестинского национального совета, в 2002 году — комиссар ООП по делам Иерусалима. Один из авторов мирной инициативы «Глас народа» (2002), основатель и генеральный секретарь движения ХАШД («Народная кампания за мир и демократию», с 2003 года), лауреат ряда международных наград за миротворческую активность.

## Семья
Сари Нусейбе — член влиятельного палестинского клана Нусейбе, одного из старейших в Иерусалиме. Со времени возвращения Салах ад-Дином Иерусалима под мусульманский контроль члены клана Нусейбе традиционно были хранителями ключей от иерусалимского храма Гроба Господня; традиция, согласно которой двери церкви перед Пасхой открывают мусульмане, позволяла избежать борьбы за это право между конкурирующими христианскими конфессиями. 
Отец Сари, Анвар Нусейбе, потеряв ногу во время войны 1947–1948 годов в подмандатной Палестине, участвовал в формировании первого палестинского правительства в изгнании и был позднее послом Иордании в Великобритании. Мать Нузха была родом из Рамлы, её отец, богатый землевладелец, принимал участие в борьбе с британскими властями в Палестине, что привело к конфискации его имущества, а сам он был сослан на Сейшельские острова. 
Сари родился в Дамаске, куда его мать бежала в ходе первой арабо-израильской войны, но позже перебрался с семьёй в Восточный Иерусалим. В 1967 году, когда в результате Шестидневной войны Восточный Иерусалим перешёл под контроль Израиля, Нусейбе — в это время ученик британского колледжа Рэгби — посетил Израиль, чтобы увидеться с родными; его затянувшийся визит в Израиль включал работу добровольцем в кибуце и в израильской археологической экспедиции, прежде чем в 1968 году он вернулся в Англию.
Сари Нусейбе женат на уроженке Великобритании Люси Остин, дочери философа Дж. Л. Остина. Люси Остин-Нусейбе — основательница движения MEND (Middle East Non-violence and Democracy — Ненасилие и демократия на Ближнем Востоке), существующего с 1998 года. Они познакомились в Оксфорде, и в конце 1973 года их поженил Великий муфтий Иерусалима шейх Саад ад-Дин аль-Алами.

## Академическая карьера
Сари Нусейбе учился в частной подготовительной школе Св. Георгия в Восточном Иерусалиме и продолжил учёбу в Англии, где его отец был послом. В 1971 году Нусейбе закончил бакалавриат по политологии, философии и экономике в оксфордском колледже Крайст-Чёрч. Там он подружился с израильтянином Авишаем Маргалитом и сыном Валида Халиди Ахмадом Валиди — единственным, кроме него, палестинцем среди студентов. Летом он вернулся в Иерусалим, где в 1968 году начал изучать иврит, некоторое время работал в кибуце Ха-Зореа, а в следующем году участвовал в тушении пожара в мечети Аль-Акса, вызванного поджогом христианского фундаменталиста Майкла Рохана. 
В последний год учёбы он начал работу с учеником Карла Поппера Абдельхамидом Саброй и позднее работал под его руководством в институте Варбурга при Лондонском университете. В эти годы у него проявился интерес к мутазилитской теологической школе. В 1978 году Нусейбе защитил докторат по исламской философии в Гарварде. По окончании учёбы он вернулся на Западный берег Иордана, к этому моменту перешедший под контроль Израиля, и до 1991 года преподавал в Бирзейтском университете (Рамалла); в конце 70-х годов он также некоторое время вёл курсы исламской философии и истории философии в Еврейском университете в Иерусалиме.
В 1991 году Нусейбе был заключён под административный арест (см. Политическая деятельность) и после освобождения несколько лет посвятил политике, а в 1995 году был избран президентом Университета Аль-Кудс в Восточном Иерусалиме и занимал этот пост до 2014 года. В 2007—2008 учебном году Нусейбе основал в Университете Аль-Кудс первую в ПНА кафедру истории Израиля и стал её первым деканом; в рамках учёбы по этой специальности можно получить как первую, так и вторую учёную степень, и конкурс на поступление достаточно велик. В начале 2014 был сменен на посту ректора Имадом Абу Кишеком (Imad Abu Kishek), до этого работавшим в должности проректора (executive vice president). Однако до сих пор Нусейбе преподает в этом университете.
Помимо Университета Аль-Кудс, Нусейбе вёл исследовательскую и преподавательскую работу в ряде других академических организаций. В 1994—95 годах он был стипендиатом Международного научного центра им. Вудро Вильсона в Вашингтоне, в 2004—5 годах — стипендиатом Института перспективных исследований Рэдклиффа при Гарвардском университете, а в 2007 году стал сотрудником Института международной политики им. Джеймса Бейкера в Университете Райса (Хьюстон). В 2001 году Нусейбе был приглашённым лектором в Баллиол-колледже (Оксфорд), а в 2008 году — Таннеровским лектором в Гарварде. Он также вёл курс лекций в Сорбонне (2011) и с этого же года является заграничным сотрудником Центра гуманитарных наук Университета Джонса Хопкинса (Балтимор, США). В 2009 году Нусейбе было присвоено звание почётного доктора Лёвенского университета (Нидерланды), где он также был приглашённым лектором на стипендии им. Мультатули. Деятельность Нусейбе по укреплению академических связей Университета Аль-Кудс с Еврейским университетом в Иерусалиме его противники называют среди причин краха инициативы британских учёных, направленной на установление бойкота израильских вузов.

## Политическая деятельность
Как член одного из наиболее влиятельных палестинских кланов, Сари Нусейбе не мог остаться в стороне от политической деятельности. В этой области у него сложился имидж умеренного политика и сторонника мира с Израилем. В 1987 году Нусейбе вступил в контакт с деятелем правой израильской партии «Ликуд» Моше Амиравом. Амирав от имени лидеров «Ликуда» искал возможности достижения промежуточного соглашения с палестинским руководством на оккупированных территориях, которое затем могло бы быть ратифицировано руководством ООП. Нусейбе встречался также с другими деятелями «Ликуда» — Даном Меридором и Эхудом Ольмертом. Проект соглашения включал полномасштабные переговоры между Израилем и ООП, взаимное признание, создание промежуточной палестинской администрации, а в перспективе обсуждение вопросов израильских поселений, права палестинцев на возвращение и создания независимого палестинского государства. Этот канал переговоров, однако, вскоре оказался перекрыт израильской стороной: Амирав не получил разрешения от главы «Ликуда» Ицхака Шамира на развитие этой инициативы (в дальнейшем Амирав был исключён из «Ликуда»), а вскоре ещё один участник переговоров с палестинской стороны, Фейсал Хуссейни, был заключён под арест израильскими властями. Начавшаяся в конце 1987 года Первая палестинская интифада окончательно похоронила инициативу Амирава и Нусейбе. Ещё один канал переговоров, участником которого был Нусейбе, был организован ближневосточным координатором Института мировой политики в Сан-Диего Бобом Онтеллом. С палестинской стороны, помимо Нусейбе, в этих контактах участвовали мэр Вифлеема и издатель Ханна Сеньора, а с израильской — бывшие государственные и военные деятели и функционеры партий МАПАМ и «Авода». Эти контакты тоже были свёрнуты с началом интифады.. Ещё до начала интифады, в апреле 1987 года, Нусейбе подвергся нападению со стороны студентов Бирзейтского университета, когда стало известно о его контактах с Амиравом. После этого профсоюз работников университета потребовал его увольнения.
После начала интифады Нусейбе прилагал усилия к тому, чтобы протест палестинской улицы, будучи заметным, оставался в то же время максимально ненасильственным. Его действия по получению разрешения израильских властей на территориях на проведение демонстрации через полгода после начала интифады подвергались критике как признание легитимности израильского управления. Вместе с Фейсалом Хуссейни он пытался убедить руководство ООП перейти к более практичным и консенсусным методам борьбы с оккупацией. По свидетельству Ханны Синьоры, Нусейбе, не бывший официально членом организации «ФАТХ», тем не менее был достаточно близок к ней и рассматривался лидерами ООП как канал связи с территориями, где пользовался бо́льшим влиянием, чем её официальные представители, и фактически контролировал интифаду в первые два года. Однако с формированием «народных комитетов», усилением радикальных исламских организаций, а также в связи с резкой реакцией Израиля, он постепенно утратил влияние на ситуацию и насилие стало неуправляемым.
С началом войны в Персидском заливе и иракских ракетных обстрелов Израиля Нусейбе выступил с совместным заявлением с израильской правозащитной организацией «Шалом ахшав», осуждая убийство гражданских лиц. Тем не менее 29 января 1991 года он был подвергнут шестимесячному административному аресту (впоследствии сокращённому до трёх месяцев). Ему были предъявлены обвинения в членстве в «ФАТХе», распространении литературы, призывающей к насилию, и сборе разведывательной информации для ООП и Ирака. Организация «Международная амнистия» в связи с этим арестом выпустила коммюнике, где Нусейбе был назван узником совести.
В ходе Мадридской конференции 1991 года Нусейбе, вышедший к тому моменту из тюрьмы, был членом так называемого палестинского координационного комитета, служившего передаточным звеном между иордано-палестинской делегацией на переговорах, официально возглавляемой доктором Хайдаром Абдель-Шафии, и руководством ООП в Тунисе. После формирования Палестинской национальной администрации он стал членом Палестинского национального совета, а в октябре 2001 года после смерти Фейсала Хуссейни был назначен Арафатом на должность комиссара ООП по делам Иерусалима; в первые же дни пребывания в новой должности он выступил с заявлениями о необходимости прекращения недавно начавшейся интифады Аль-Аксы и отказа от права на возвращение на территорию Израиля для палестинских беженцев, что вызвало яростные протесты даже в его собственной партии. В то же время в 2002 году в американском журнале FrontPage Magazine были размещены переведенные на английский цитаты из выступления Нусейбе в передаче канала Аль-Джазира, в которых он с похвалой отзывается об Умм-Нидаль, палестинской матери, трое из сыновей которой стали террористами-смертниками. В этой же статье приводится высказывание Нусейбе, подчёркивающее, что коммюнике, выпущенное за несколько дней до этого, содержит не осуждение террористов-смертников, а лишь призыв «братьев к братьям» заново оценить пользу и вред от атак против гражданского населения Израиля.
Несмотря на умеренную позицию, дипломатическая деятельность Нусейбе в Иерусалиме рассматривалась Израилем как нарушение соглашений Осло, и в декабре того же года он был задержан для допроса, а его официальная резиденция в Иерусалиме несколько раз закрывалась (окончательно — летом 2002 года).
В конце 2001 года Нусейбе вместе с активистами «Шалом ахшав» стал автором инициативы «Народный мир» (англ. People's Peace). В 2002 году вместе с бывшим директором израильской спецслужбы ШАБАК Ами Аялоном он подготовил новую инициативу — «Глас народа» (англ. People's Voice), в Израиле известную как «Национальный референдум» (ивр. המפקד הלאומי‎). Целью инициативы был масштабный сбор подписей под петицией среди израильтян и палестинцев с целью воздействовать на политиков с обеих сторон. Программа Нусейбе и Аялона включала создание демилитаризованного палестинского государства рядом с Израилен в границах, основанных на ситуации, предшествовавшей Шестидневной войне (с возможностью равноценного обмена территорией, учитывающего соображения демографии, безопасности и территориальной целостности). Иерусалим провозглашался открытым городом и столицей обоих государств, а право на возвращение предлагалось реализовать только в границах палестинского государства; Израиль должен был участвовать в создании международного фонда для выплаты компенсаций беженцам. К началу 2004 года под петицией на сайте инициативы поставили свои подписи более 150 тысяч израильтян и 125 тысяч палестинцев, а к 2011 году общее число подписей достигло 400 тысяч.
С целью поддержки инициативы «Глас народа» Сари Нусейбе основал на территориях организацию ХАШД (Народная кампания за мир и демократию). Движение, по словам его активиста Димитрия Дилиани, приобрело популярность в широких кругах палестинского населения, добившись успехов на профсоюзных выборах на Западном берегу Иордана в 2004 году — в южной части региона совет профсоюзов возглавил один из лидеров ХАШД Джамиль Рушди, в прошлом участник Первой интифады, проведший 9 лет в израильской тюрьме.
В конце первого и начале второго десятилетия XXI века взгляды Нусейбе на решение израильско-палестинского конфликта претерпели радикальное изменение. Нусейбе, на протяжении долгого времени бывший сторонником варианта «два государства для двух народов», пришёл к выводу, что это решение нежизнеспособно. В 2008 году он призвал к оценке возможности создания единого двунационального государства, включающего Израиль и палестинские территории. В интервью газете Le Figaro в 2010 году и изданной в 2011 году книге «Чего стоит Палестинское государство?» (англ. What Is a Palestinian State Worth?) он оценивает деятельность Палестинской национальной администрации как неудовлетворительную, а процесс Осло — как приведший к значительному ухудшению условий жизни палестинцев. Нусейбе предлагает радикальное для обеих сторон конфликта промежуточное решение — Израиль должен аннексировать Западный берег реки Иордан и сектор Газа, предоставив их жителям полные гражданские, но не политические права, сделав их подданными или «гражданами второго сорта»: 

Попросту говоря, при этом сценарии евреи смогут управлять страной, а арабам наконец-то будет удобно в ней жить.Оригинальный текст (англ.)Simply put, in this scenario the Jews could run the country while the Arabs could at last enjoy living in it.
 С точки зрения Нусейбе, подобное решение снимет в том числе вопрос о палестинском праве на возвращение: если «Глас народа» предполагал возвращение беженцев только в палестинское государство, в новом варианте арабы Израиля, среди прочих гражданских прав, будут пользоваться и правом свободно передвигаться и выбирать место жительства.

## Признание заслуг
За время своей общественной деятельности Сари Нусейбе был удостоен ряда международных наград. В 2003 году ему была присуждена премия организации «Семена мира», лауреатом которой он стал совместно с Шимоном Пересом. В 2004 году он стал лауреатом премии Четырёх свобод (в номинации «Свобода вероисповедания») как «гражданин Иерусалима и человек убеждений, заслуживший международное признание за свою приверженность правде, миру, ненасилию и правам человека». В том же году Нусейбе был удостоен Международной премии Каталонии, а в 2010 году — премии Зигфгрида Унсельда за научные и литературные достижения (оба раза — совместно с израильтянином Амосом Озом).
Сари Нусейбе дважды включался журналами Prospect (Великобритания) и Foreign Policy (США) в их совместный список ста самых влиятельных интеллектуалов мира по результатам голосования читателей этих изданий. В первой версии списка (2005 год) Нусейбе занял 65-е место, а в 2008 году — 24-е. Однако издатели журнала Prospect указывают, что результаты опроса 2008 года были, вероятно, искажены массовым голосованием в Турции, выведшим на первые десять мест мусульманских интеллектуалов; возможно, резкий подъём Нусейбе в списке также связан с этим фактом.